# Alice Kirchheim
Alice Kirchheim (* 1978) ist eine deutsche Ingenieurin und Hochschullehrerin. Sie forscht zu Themen der Automatisierung und Digitalisierung der Intralogistik, sowie zum Einsatz von Künstlicher Intelligenz (KI) in der Logistik. Sie ist Professorin an der Technischen Universität Dortmund und Institutsleiterin am Fraunhofer-Institut für Materialfluss und Logistik.

## Biografie
Kirchheim studierte von 2000 bis 2006 Informatik-Ingenieurswesen an der Technischen Universität Hamburg-Harburg und schloss mit dem Diplom ab. Anschließend arbeitete sie als Wissenschaftliche Mitarbeiterin zunächst am Bremer Institut für Produktion und Logistik, sowie von 2009 bis 2011 an der Hochschule Reutlingen. 2010 promovierte sie an der Universität Bremen zum Thema „Verfahren zur Erkennung von sackförmigen Stückgütern für die automatische Entladung in logistischen Prozessen“
Ab 2011 war sie freiberuflich als Intralogistik Beraterin tätig, bis sie 2013 zur STILL GmbH wechselte, als Intralogistik Beraterin und Leiterin Project Solution Office. 2017 trat sie bei der Dematic GmbH, ebenfalls Teil der Kion Group, eine Stelle als Leiterin Estimation and Layout an.
2019 wurde sie auf eine Professur an der Hochschule Aalen berufen. 2021 wechselte sie an die Helmut-Schmidt-Universität/Universität der Bundeswehr Hamburg, wo sie den Lehrstuhl „Technologie von Logistiksystemen“ aufbaute. Seit dem 1. April 2024 ist sie als Nachfolgerin von Michael ten Hompel Professorin am Lehrstuhl für Förder- und Lagerwesen der Technischen Universität Dortmund und Institutsleiterin am Fraunhofer-Institut für Materialfluss und Logistik (IML), zuständig für den Bereich Materialflusssysteme und Teil des dreiköpfigen Leitungsteams.
Alice Kirchheim ist seit 2024 Vorsitzende des Vorstandes des Open Logistics e. V., dem Förderverein der Stiftung Open Logistics Foundation.
Kirchheim ist im Herausgeberbeirat des Fachmagazins Technische Logistik. Sie ist verheiratet. In ihrer Freizeit fährt sie Fahrrad und ist mit dem Camper unterwegs.

## Forschungsschwerpunkte
Kirchheim forscht im Bereich Automatisierung in der Intralogistik. Zu ihren Forschungsthemen gehören Digitalisierung und der Einsatz von KI in der Logistik.

## Publikationen (Auswahl)
- B. Scholz-Reiter, A. Kirchheim, M. Burwinkel, W. Echelmeyer, M. Rohde, and K. Schmidt: Automatische Entladung von Stückgütern durch ein kognitives Robotersystem. In: Industrie Management. Nr. 4. GITO-Verlag, 2008, ISSN 1434-1700, S. 13–16.
- N. Wang, C. von Kopylow, G. Goch, B. Scholz-Reiter, A. Kirchheim, and E. Albertin: Schnelle Qualitätsprüfung mikroumgeformter Bauteile. In: Industrie Management. Nr. 3. GITO-Verlag, 2009, ISSN 1434-1700, S. 65–67.
- Alice Kirchheim and P. Dibbern, Flurförderzeuge, S. 41–61, in: Innerbetriebliche Logistik (= Fachwissen Logistik). Springer Vieweg, Berlin [Heidelberg] 2019, ISBN 978-3-662-57929-9.
- Lukas Jonathan Weber, Alice Kirchheim, Axel Zimmermann: W&G-Bert: A Concept for a Pre-Trained Automotive Warranty and Goodwill Language Representation Model for Warranty and Goodwill Text Mining. Academy and Industry Research Collaboration Center (AIRCC), 2022, ISBN 978-1-925953-61-9, S. 29–35, doi:10.5121/csit.2022.120304.
- Lara Nehrke, Simone Neumann, Alexandra Cieslak, Alice Kirchheim: Survey on Usage of 5G Campus Networks in Intralogistics. In: Advances in System-Integrated Intelligence. Band 546. Springer International Publishing, Cham 2023, ISBN 978-3-03116280-0, S. 480–488, doi:10.1007/978-3-031-16281-7_45.